# Secular Student Alliance
La Secular Student Alliance (SSA en abrégé, Alliance des étudiants séculiers en français) est une organisation américaine indépendante et démocratique fondée en mai 2000.
Elle se donne pour objet de soutenir la libre-pensée des étudiants américains, du collège à l'université. Basée à Los Angeles depuis octobre 2017, la Secular Student Alliance a été créée pour « organiser, unifier, éduquer, et aider les étudiants ou communautés étudiantes qui promeuvent les idéaux scientifiques et la pensée critique, la démocratie, le sécularisme et une éthique fondée sur l'humain ».
En janvier 2012, la SSA comptait 312 groupes d'étudiants affiliés sur les cinq continents.